# 野外入浴セット2型

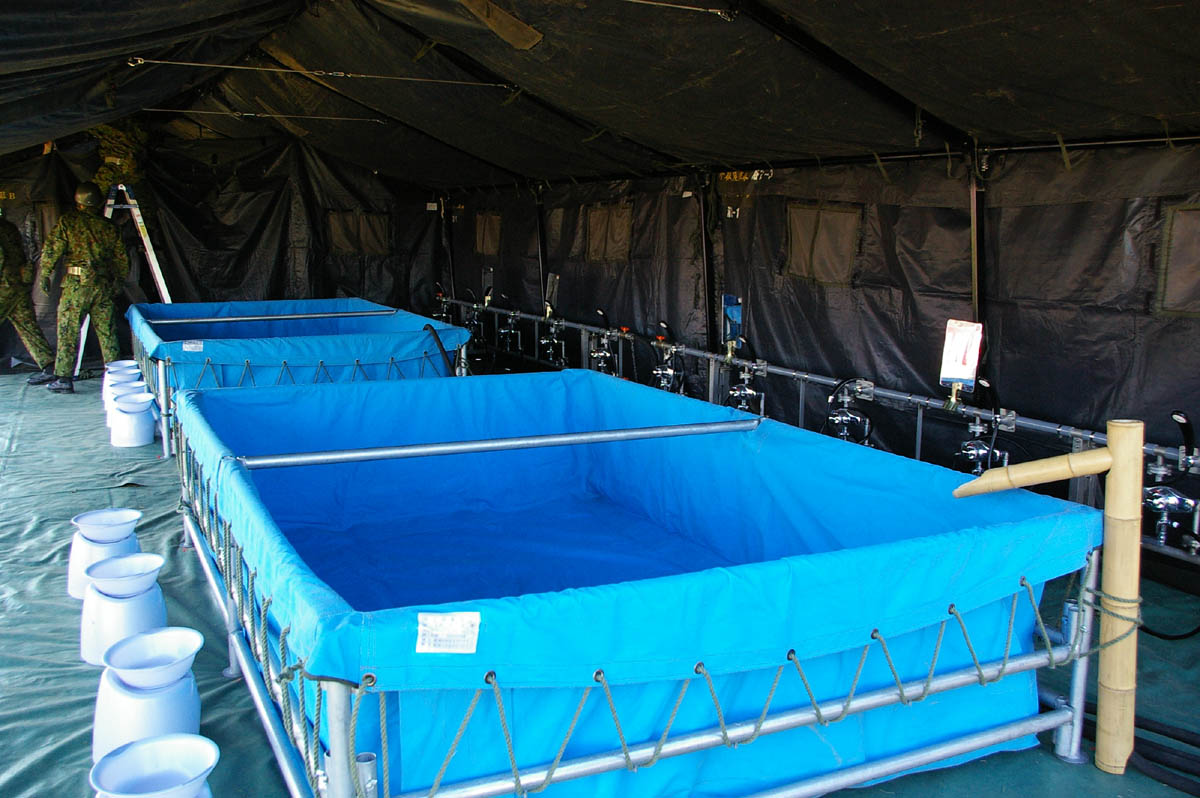
野外入浴セット2型の浴槽。隊員のユーモアとして湯口には竹筒が付けられている

野外入浴セット2型（やがいにゅうよくセットにがた）は、陸上自衛隊が保有し需品科が運用する屋外における入浴設備である。

## 概要

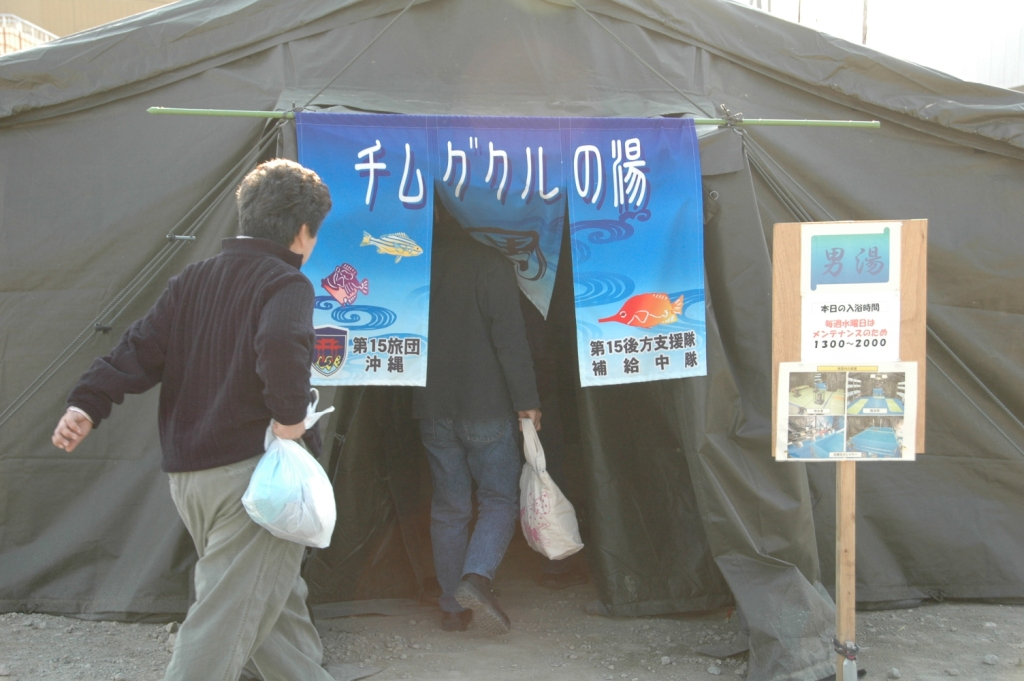
東日本大震災の際に第15旅団（沖縄県）が設置した野外入浴セット2型。チムグクルは琉球語で『思いやり』などの意味

野外入浴セット2型は、屋外において軽易に入浴をするための装備品であり、天幕や簡易浴槽、ボイラー、水タンク、その他の装備品からなる。
導入のきっかけは日本航空123便墜落事故に対する災害派遣である。その際、製作会社からボランティア提供を受け試用したところ、隊員の士気維持・向上に有効であったとされ、制式採用に至った。また、伊勢湾台風における災害派遣で急造した簡易風呂が好評であったため、1970年（昭和45年）に採用を決めたとする説もある。
3 1/2tトラックにて目的地まで牽引し展開し、運用は方面後方支援隊補給大隊のほか、師団後方支援連隊や旅団後方支援隊、離島警備隊の補給隊などが行う。阪神・淡路大震災や東日本大震災などの災害派遣においても、自衛隊員のみならず被災者にも供する等、能力を発揮した。
隊員のユーモアとして、入り口には各隊手製の「○○の湯」（○○には駐屯地の所在地にまつわる名が付けられる）などの暖簾が掲げられることが多く、海空の自衛隊も災害派遣で艦や基地の入浴施設を提供する際に同様の暖簾を掲げることがある。

## 構成

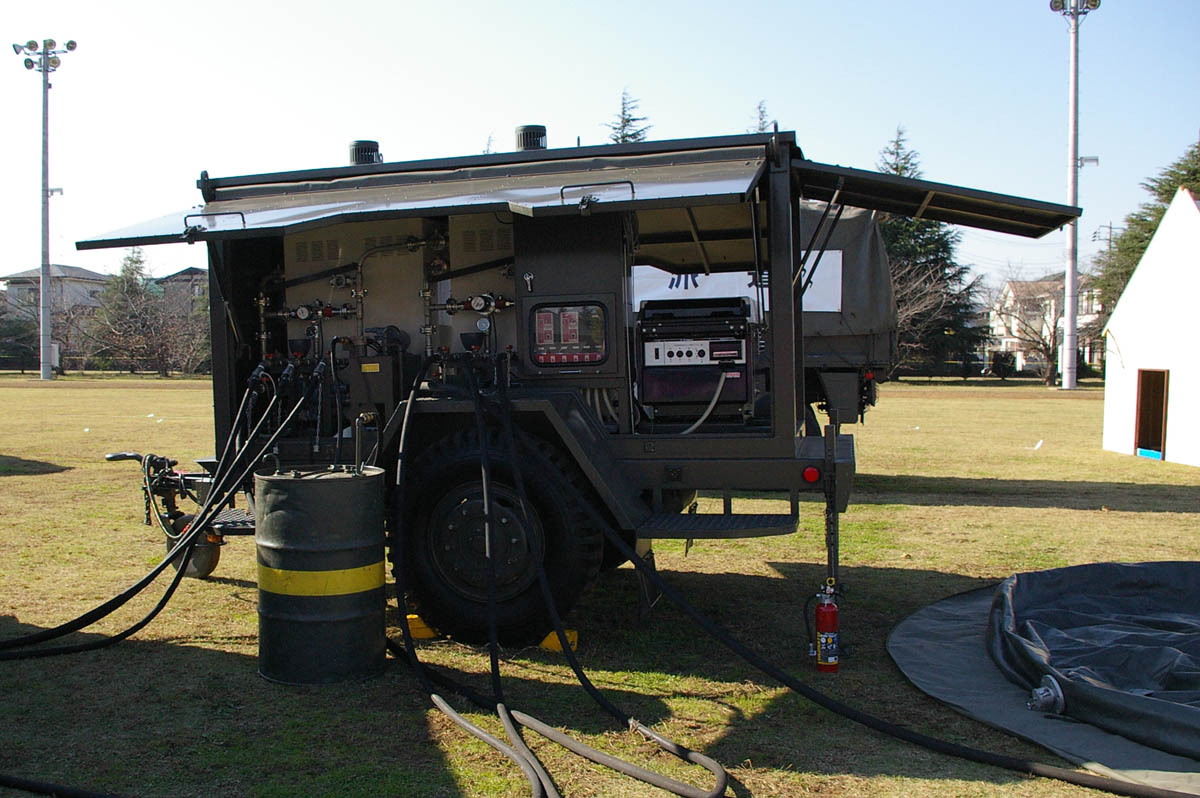
野外入浴セット2型（ボイラー）

- トレーラー搭載器材（ボイラー、揚水ポンプ、発電機）
- 野外浴槽
- シャワースタンド
- 業務用天幕補給用
- 10,000リットル貯水タンク
- 照明具、すのこ、シート、脱衣かご、棚など付属品

## 能力
- 総出湯量：5.4t/h
- 湯沸時間：45分
- 入浴可能人員：およそ1,200人/日
- 収容人数：およそ30人

## 装備部隊：開設簡易浴場名
第101補給大隊（桂駐屯地）：京の湯
第102補給大隊（仙台駐屯地）：伊達の湯
第103補給大隊（霞ヶ浦駐屯地）：東の湯
第104補給大隊（島松駐屯地）：ふくろうの湯
第105補給大隊（目達原駐屯地）：葉隠乃湯
第1後方支援連隊補給隊（練馬駐屯地）：練馬の湯
第2後方支援連隊補給隊（旭川駐屯地）：大雪の湯
第3後方支援連隊補給隊（千僧駐屯地）：六甲の湯
第4後方支援連隊補給隊（福岡駐屯地）：博多山笠湯・博多美人湯
第5後方支援隊補給中隊（帯広駐屯地）：熊乃湯
第6後方支援連隊補給隊（神町駐屯地）：花笠の湯
第7後方支援連隊補給隊（東千歳駐屯地）：すずらん湯
第8後方支援連隊補給隊（北熊本駐屯地）：火の国の湯
第9後方支援連隊補給隊（青森駐屯地）：うみねこの湯
第10後方支援連隊補給隊（春日井駐屯地）：尾張の湯
第11後方支援隊補給中隊（真駒内駐屯地）：さっぽろ藻岩の湯
第12後方支援隊補給中隊（新町駐屯地）：神流（かんな）の湯
第13後方支援隊補給中隊（海田市駐屯地）：もみじ湯
第14後方支援隊補給中隊（善通寺駐屯地）：弘法の湯
第15後方支援隊補給中隊（那覇駐屯地）：美ゅら島の湯
需品教導隊（松戸駐屯地）：松戸の湯
対馬警備隊後方支援隊補給小隊（対馬駐屯地）：やまねこの湯
奄美警備隊後方支援隊補給小隊（奄美駐屯地）：つむぎの湯
宮古警備隊後方支援隊補給小隊（宮古島駐屯地）：ゆいまーるの湯
八重山警備隊後方支援隊補給小隊（石垣駐屯地）：やいま乃湯

## 製作
- 伸誠商事
- 小村工業

## 登場作品
『GATE 自衛隊 彼の地にて、斯く戦えり』
TVアニメ版第4話に登場。異世界（特別地域、特地）に進出した自衛隊が装備しており、「本日オープン! 特地の湯」と書かれた幟が掲げられていた。